# Ferula tenuisecta
Ferula tenuisecta là một loài thực vật có hoa trong họ Hoa tán. Loài này được Korovin mô tả khoa học đầu tiên năm 1947.